# باشگاه فوتبال فولاد خوزستان
باشگاه فوتبال فولاد خوزستان یک باشگاه فوتبال در شهر اهواز، ایران است که در سال ۱۳۴۹ بنیان‌گذاری شده است. این باشگاه هم‌اکنون در لیگ برتر خلیج فارس حضور دارد. مالک این باشگاه شرکت فولاد خوزستان است. فولاد چندین سال بهترین تیم ایران در آسیا و دنیا بوده است.
فولاد چهارمین باشگاه پرافتخار ایران بشمار می‌رود؛ از مهم‌ترین افتخارات باشگاه فوتبال فولاد خوزستان می‌توان به دو قهرمانی در لیگ برتر خلیج فارس(فصل ۸۴–۱۳۸۳ و فصل ۹۳–۱۳۹۲) و یک قهرمانی در جام حذفی فوتبال ایران (۱۴۰۰–۱۳۹۹) و یک قهرمانی و یک نایب قهرمانی در سوپر جام فوتبال ایران (۱۴۰۰) و (۱۳۸۴) و همچنین دو نایب قهرمانی در جام حذفی فوتبال ایران در سال‌های ۱۳۷۲ و ۱۳۷۵ اشاره کرد. فولادیها تاکنون ۴ مرتبه موفق به کسب مقام سوم لیگ شده‌اند؛ آنها همچنین سابقه ۶ دوره حضور در لیگ قهرمانان آسیا (سطح اول آسیا) و یک دوره حضور در جام در جام آسیا (سطح دوم آسیا فصل ۹۵–۱۹۹۴) را در کارنامه دارند. آکادمی باشگاه فولاد، به عنوان مهم‌ترین مرکز کشف و پرورش استعدادهای فوتبال در جنوب و غرب ایران شناخته می‌شود و فوتبالیست‌های فراوانی را به لیگ برتر و تیم‌های ملی ایران معرفی کرده است. از جمله برجسته‌ترین محصولات این آکادمی می‌توان از ایمان مبعلی، علی بداوی، حسین کعبی، ابراهیم میرزاپور، جلال کاملی مفرد، بختیار رحمانی، پژمان منتظری، محمد علوی، مهرداد جماعتی، ایوب والی، رشید مظاهری، کاوه رضایی ومحمد امین حزباوی، سروش رفیعی نام برد. در جام ملت‌های آسیا ۲۰۰۴ در بازی تیم ملی ایران و کره جنوبی از ۶ ملی‌پوش فولاد، ۵ نفر به زمین رفتند و پیروزی ۴–۳ را رقم زدند.
تاکنون دو بازیکن از فولاد به نام‌های رضا نوروزی و شیمبا، آقای گل لیگ برتر فوتبال ایران شده‌اند. فولاد سابقه رفتن به نیمه نهایی آسیا  را دارد. فولاد  با اینکه شایسته رفتن به مرحله نهایی بود در نیمه نهایی آسیا به الهلال عربستان ۱ بر صفر بازی را واگذار کرد..

## پیشینه

### آغاز فعالیت و راهیابی به رقابت‌های کشوری (۱۳۴۹–١٣٦١)
فولاد خوزستان تیمی متشکل از کارگران شرکت فولاد خوزستان بود که فعالیت خود را در سال ۱۳۴۹ و از لیگ دسته چهارم اهواز آغاز کرد. در آن زمان سیر پیشرفت و حرفه‌ای شدن این تیم بسیار کند پیش می‌رفت تا اینکه با صعود در لیگ‌های مختلف اهواز موفق شد در سال ١٣٥٥ قهرمان اهواز شود اینجا بود که این باشگاه مسیر پیشرفت و حرفه‌ای شدنش را با سرعت بیشتری آغاز کرد. فولادی‌ها دو سال بعد یعنی در سال ۱٣٥٩ به لیگ دسته دوم خوزستان صعود کردند و در اولین فصل حضور در این لیگ موفق به کسب عنوان قهرمانی شدند و به لیگ دسته اول خوزستان راه یافتند. پیشرفت آنها به اینجا هم ختم نشد و تیم جوان فولاد در نخستین فصل حضور در این لیگ نیز توانست فصل را با قهرمانی به پایان برساند و جواز حضور در لیگ دسته چهارم ایران را به‌دست‌آورد ولی هیچگاه در این لیگ حاضر نشد زیرا مالک باشگاه یعنی شرکت فولاد خوزستان در همان سال یعنی سال ١٣٦٨ با خرید پروانه تیم پرطرفدار و مردمی جنوب اهواز که با مشکلات عدیده مالی و سقوط به لیگ دسته دوم دست و پنجه نرم می‌کرد، امتیاز آن را به‌دست‌آورد و تیم خود را که به تازگی جواز حضور در لیگ دسته چهارم ایران را به‌دست آورده بود را جایگزین آن کرد و بدین ترتیب فولاد فصل بعد را در لیگ دسته دوم ایران موسوم به لیگ آزادگان حضور یافت.

### فعالیت در بالاترین سطح ایران لیگ آزادگان و لیگ برتر (1369–1384)
پس از  حضور در لیگ آزادگان، در سال 1369 فولاد خوزستان با مربیگری «همایون شاهرخی» توانست با کسب عنوان چهارمی قهرمانی در لیگ آزادگان (لیگ سطح یک) قدرتش را نشان دهد. حضور در لیگ اول کشور افتخار و کاری شگفت‌انگیز برای این تیم بزرگ محسوب می‌شد چرا که آن‌ها 7 سال پیش از آن، در لیگ دسته دسته دو بازی می‌کردند. اما آن‌ها به همین بسنده نکردند و به پیشرفت آسانسور وارشان ادامه دادند و ۴ سال بعد در اولین دوره لیگ برتر ایران خلیج فارس با هدایت وینکو بگوویچ عنوان سومی را به دست آوردند.

### قهرمانی در لیگ برتر خلیج فارس (۱۳۸۳–۱۳۸۴)
این تیم در سال ۱۳۸۴ توانست پس از سال‌ها فوتبال خوزستان را به یکی از بزرگ‌ترین افتخارات خود نایل آورد. این تیم با هدایت مربی کروات خود، ملادن فرانچیچ، و با حضور بازیکنان نامداری چون ایمان مبعلی، جلال کاملی مفرد، ناجی بداوی، محمد علوی، پژمان منتظری، ابراهیم میرزاپور و… توانست قهرمان لیگ برتر باشگاه‌های ایران شود.
این امر با شکست تیم‌های بزرگی از جمله استقلال و پرسپولیس در هر دو بازی رفت و برگشت مسیر شد.

### حضور در آسیا و سقوط به لیگ دسته اول (۱۳۸۴–١٣٨٥)
پس از این قهرمانی باشگاه فولاد وارد چالش بزرگی شد با تصویب قانون کاهش بودجه باشگاه‌های صنعتی کم‌کم بازیکنان نامدار باشگاه، تیم را ترک کردند و تیم روند نزولی در پیش گرفت.
در همان زمان ورزشگاه تختی اهواز دستخوش تعمیرات اساسی بود بنابراین بازی‌های فولاد در ورزشگاه تختی آبادان انجام می‌شد که موجب لطمات زیادی به این تیم شد.
در این فصل تیم نتوانست حضور موفقی در لیگ برتر ایران و لیگ قهرمانان آسیا داشته باشد و به مقام هشتم در لیگ رضایت داد.
تیم که با قهرمانی در فصل قبل جواز حضور در لیگ قهرمانان آسیا را کسب کرده بود، ورزشگاه شهید دستگردی را برای میزبانی بازی‌های خانگی‌اش معرفی کرد. فولاد در اولین بازی که در تهران برگزار شد؛ تیم قدرت‌مند القادسیه را گل‌باران کرد. این بازی با نتیجه ۶–۰ به پایان رسید. دومین بازی در سوریه، فولاد و الاتحاد با نتیجه ۰–۰ امتیازات را تقسیم کردند. برخلاف دو بازی اول، فولاد در بازی‌های بعدی عمل‌کرد ضعیفی نشان داد. فولاد این در چهار بازی چهار بار شکست خورد تا بعد از القادسیه، پاختاکور و الاتحاد در جایگاه چهارم قرار گرفته و حذف گردد.
در فصل بعد مشکلات مالی ادامه یافت، شرکت فولاد خوزستان که در آن زمان دولتی به حساب می‌آمد از سوی دولت به صرف بودجه غیرمجاز ورزشی در فصل قبل متهم گشت و در نهایت تیم با کسب رتبه پانزدهم به لیگ دسته اول سقوط کرد ولی هواداران امید خود را از دست ندادند.

### بازگشت به لیگ برتر خلیج فارس و آغاز مدیریت دهکردی (۱۳۸۶–۱۳۹۲)

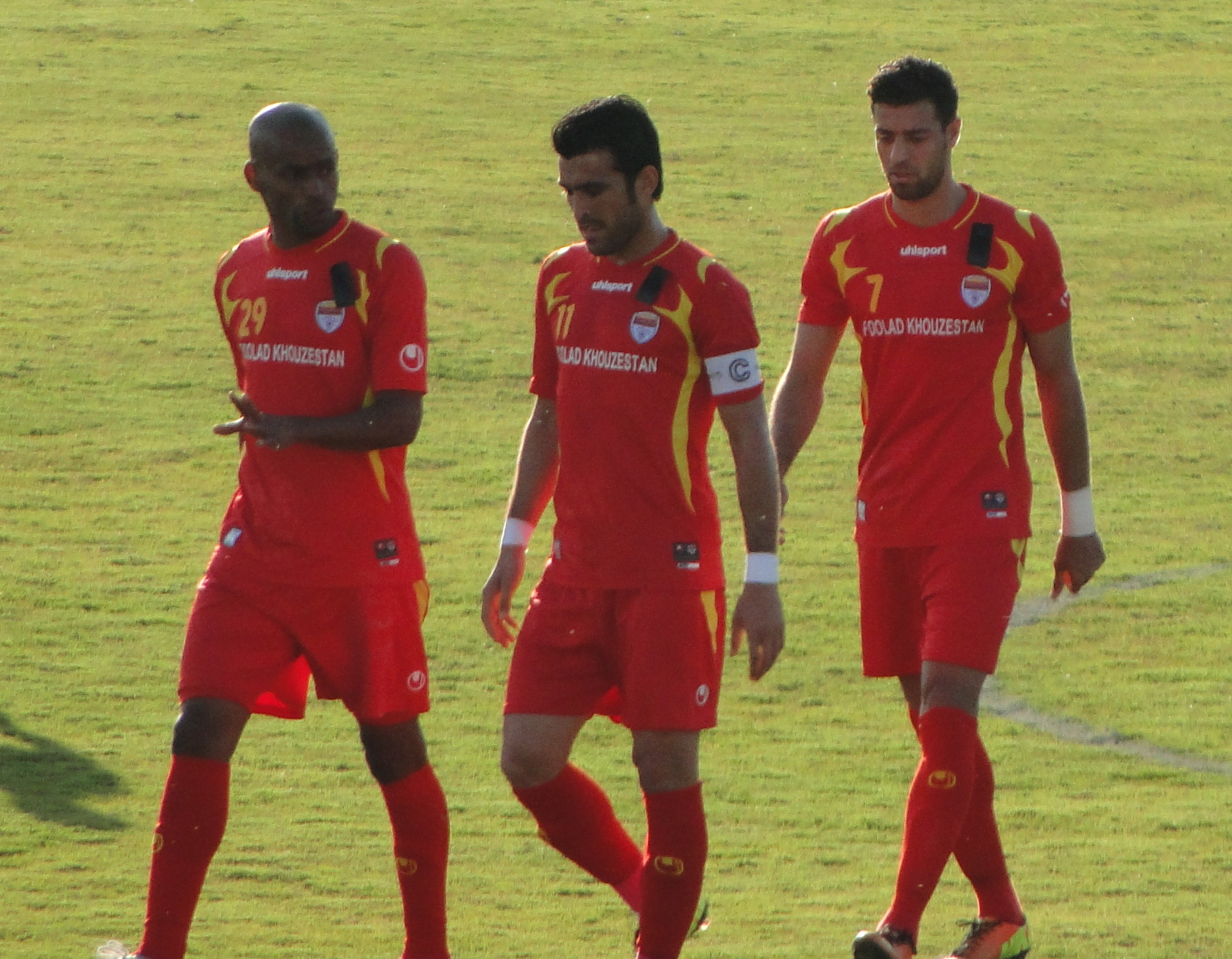
آرش افشین، بختیار رحمانی و لوسیانو پریرا مندز در فصل ۹۲–۱۳۹۱

این تیم در فصل ۸۸–۱۳۸۷ با وجود صدرنشینی مقتدرانه در گروه خود در دو بازی پلی‌آف با تیم پیام خراسان دو تساوی به دست آورد تا از حضور در لیگ برتر محروم بماند اما به دلیل اینکه در آن زمان قانون عدم حضور دوتیم با یک مالکیت در لیگ برتر وجود داشت تیم سپاهان نوین نمی‌توانست در مسابقات لیگ برتر شرکت کند و بدین ترتیب تیم فولاد خوزستان جایگزین آن شد و به لیگ برتر صعود کرد. در فصل بعد و در اوایل فصل نیز مسعود رضاییان مدیرعامل باشگاه جای خود را به سیف‌الله دهکردی داد
با پایان لیگ هشتم و در شرایطی که مجید جلالی با تیم نتایج خوبی کسب کرده بود، به یکباره لوکا بوناچیچ که سابقه هدایت فولاد را نیز در کارنامه داشت به عنوان سرمربی تیم فولاد خوزستان در لیگ نهم معرفی شد. دهکردی علاقهٔ بسیاری به لوکا داشت و اعتقاد داشت حضور لوکا در خوزستان به رشد و ارتقاء فوتبال خوزستان کمک خواهد کرد و حرف‌های او درست بود. با شروع مسابقات تیم تحت هدایت لوکا بوناچیچ دور از تصور ظاهر شد و این تیم در پایان هفته هشتم با ۴ امتیاز در قعر جدول قرار داشت! لوکا بوناچیچ در پایان هفته هشتم و با استعفای او دوباره مجید جلالی به عنوان سرمربی انتخاب شد. مجید جلالی بازگشت و سه فصل فولاد را هدایت کرد تا این که در واپسین هفته‌های فصل ۹۱–۱۳۹۰ تیم پسرفت کرد. در حالی که تیم تا هفته ۲۵ام با کسب نتایجی قابل قبول در جایگاه ۶ام جدول لیگ برتر بود؛ در ۹ هفته بعدی بدون کسب حتی یک پیروزی و تنزل به رتبه ۱۴ فصل را مام کرد. این نتایج زمینه‌ساز تغییر دیگری در کادر فنی شد. این بار جلالی رفت و فرکی آمد.

### قهرمانی در لیگ برتر خلیج فارس (۹۳–۱۳۹۲)
فولاد در این فصل که ستارگان زیادی در ترکیب داشت که اکثراً از آکادمی فولاد رشد کرده بودند و حسین فرکی سرمربی و سیف‌الله دهکردی، مدیرعامل باشگاه بودند توانست بهترین نتایج را بگیرد حضور بازیکنانی چون بختیار رحمانی، سروش رفیعی، آرش افشین، ایوب والی، لوسیانو پریرا و مهرداد جماعتی که در بهترین فرم خود قرار داشتند فولاد رو به عنوان مدعی اصلی قهرمانی تبدیل کرد.
این تیم در این فصل ابتدا برابر سپاهان با نتیجه دو بر صفر شکست خورد اما در پنج بازی متوالی پیروز شدند و صدرنشین جدول شدند.
در هفته هفتم در ورزشگاه آزادی با نتیجه سه بر یک به پرسپولیس باختند.
در هفته سیزدهم تراکتور را شکست دادند و هفته بعد در تهران برابر استقلال دو بر صفر شکست خوردند.
در نیم فصل دوم فولاد بهترین نتیجه را برابر رقیب اصلی‌اش یعنی پرسپولیس رده دومی گرفت و در یک بازی دراماتیک در دقایق پایانی با گل آرش افشین دو بر یک پرسپولیس را شکست دادند.
در هفته ماقبل پایانی لیگ سیزدهم فولاد در ورزشگاه مملو از تماشاگر غدیر و در حضور نزدیک به ۶۰ هزار تماشاگر میزبان استقلال بود فولاد با پیروزی در این دیدار می‌توانست یک هفته مانده به پایان لیگ قهرمان شود اما خیلی زود و در دقیقه ۱۷ با گل آرش برهانی استقلال پیش افتاد فولاد با وجود اینکه یکی از زیباترین بازی‌های تاریخ این باشگاه را به نمایش گذاشت و دروازه استقلال را آماج حملات قرار داد اما در نهایت با همان نتیجه یک بر صفر به استقلال باخت، تا در فصل ۹۳–۱۳۹۲ تکلیف قهرمانی به آخرین هفته از مسابقات کشیده شود.
تیم فولاد در هفته پایانی در تبریز به میدان رفت و با شکست تیم گسترش فولاد تبریز با نتیجه یک بر صفر، با پیشی گرفتن از تیم نفت تهران و پرسپولیس به دومین قهرمانی اش در مسابقات لیگ برتر خلیج فارس دست یافت. تک گل تیم را در این بازی مهرداد جماعتی در دقیقه ۳۷ به ثمر رساند.

### فولاد پس از قهرمانی
فولاد که بعد از قهرمانی نخست خود در فصل ۸۴ سال بعد به دسته پایین‌تر سقوط کرد پس از این قهرمانی هم به دلیل جعلی بودن کارت معافیت سربازی بازیکنان مهم‌ترین بازیکنان خود یعنی بختیار رحمانی، آرش افشین، سروش رفیعی و شهاب کرمی که نقش پر رنگی در قهرمانی فولاد داشتند راهی خدمت سربازی در تیم‌های نظامی شدند. فولاد در این فصل در رده پنجم لیگ ایستاد.
در فصل پانزدهم فولاد با یک بحران جدی روبرو شد در این فصل که دیگر تیم خوزستانی یعنی استقلال خوزستان با نتایج شگفتی‌ساز در پایان قهرمان لیگ برتر شد فولاد پس از یازده هفته بالاخره توانست اولین برد خود را در هفته یازدهم برابر سیاه جامگان کسب کند از مهم‌ترین نتایج فولاد در این فصل شکست در هر چهار بازی رفت و برگشت برابر سرخابی‌های پایتخت بود فولاد در این فصل در رده دوازدهم جدول ایستاد.
در فصل شانزدهم لیگ برتر فولاد که نتایج ضعیفی گرفت و حتی با این نتایج احتمال سقوط به لیگ آزادگان برای این تیم دور از ذهن نبود اما در نیم فصل دوم ساسان انصاری که در پرسپولیس عملکرد خوبی نداشت به فولاد برگشت و دوباره احیا شد و در دو بازی پشت سر هم هتریک کرد و در پایان دومین گلزن برتر لیگ شانزدهم شد یکی از مهم‌ترین عوامل اینکه فولاد در این فصل در لیگ باقی ماند بدون‌شک عملکرد خیره‌کننده ساسان انصاری بود، فولاد در پایان این فصل در رده دهم جای گرفت.
در فصلی که پرسپولیس با اختلاف دومین قهرمانی خود را جشن گرفت و سپاهان تیم پرافتخار لیگ برتر در یک قدمی سقوط به دسته پایین‌تر قرار داشت فولاد با سرمربی‌گری سیروس پورموسوی فقط توانست رتبه خود نسبت به فصل قبل را بهبود ببخشد و در پایان در رده هفتم جدول ایستاد.
در این فصل بهترین بازیکن تاریخ باشگاه یعنی لوسیانو پریرا به فولاد بازگشت تا به خط حمله تیم کمک کند و افشین قطبی جایگزین پورموسوی شد، فولاد ابتدا نتایج قابل قبولی گرفت و حتی چند هفته در رده دوم جدول با کمی اختلاف با پرسپولیس پیش‌رفت اما در هفته‌های پایانی نتایج ضعیفی کسب کردند و در رده هشتم ایستادند. بهترین دست‌آوردهای فولاد در این فصل شکست تراکتور در تبریز و پیروزی بر پرسپولیس در اهواز و کسب مقام بهترین گلزن لیگ توسط پریرا بود.
بعد از قهرمانی در لیگ سیزدهم فولاد بالاخره پس از چند سال توانست در بین سه تیم برتر قرار بگیرد در پایان این فصل فولاد با ۵۱ امتیاز پس از پرسپولیس که با اقتدار و ۶۷ امتیاز قهرمان شده بود و استقلال که با ۵۳ امتیاز دوم شد قرار گرفت.
بیستمین دوره لیگ برتر هم فولاد نتوانست تا آخر مدعی قهرمانی بماند و در پایان فصل در رتبه ششم جای گرفت.
در این فصل که استقلال پس از پنج سال به قهرمانی‌های پشت هم پرسپولیس پایان داد و قهرمان شد فولاد فقط یک رده بالاتر نسبت به فصل قبل در رده پنجم قرار گرفت.
در این فصل که فولاد در لیگ قهرمانان آسیا هم حضور داشت و با عملکرد فوق‌العاده‌ای به یک چهارم رقابت‌ها صعود کرد در لیگ برتر زیاد انتظارات را برآورده نکرد و پس از جایگزینی علیرضا منصوریان با جواد نکونام کمی نتایج تیم بهتر شد اما در پایان رتبه هفتم در جدول جایگاه فولاد شد.

### قهرمانی در جام حذفی (۱۳۹۹–۱۴۰۰)
فولاد خوزستان که با مربیگری جواد نکونام تیمی متفاوت شده بود توانست در اولین فصل حضور نکونام سهمیه آسیایی را به‌دست‌آورد و بعد از ۶ سال دوری دوباره برای چهارمین بار آسیایی شود. در فصل دوم مربی گری نکونام در این تیم با توجه به اینکه پنجره نقل و انتقالات باشگاه بسته بود اما توانستند با بازی خوب و منظم در جام حذفی با کنار زدن سپاهان و استقلال در بازی پایانی، قهرمان جام حذفی بشوند که باعث خوشحالی فراوان مردم خوزستان شد و در نتیجه فولاد توانست برای پنجمین بار به آسیا صعود کند.

### قهرمانی در سوپر جام (۱۴۰۰)
فولاد خوزستان با مربیگری جواد نکونام در ورزشگاه شهید قاسم سلیمانی شهر سیرجان توانست با نتیجه یک بر صفر مقابل پرسپولیس پیروز شود و فاتح سوپرجام شود تک گل این بازی را موسی کولیبالی در دقیقه ۱۸ به ثمر رساند. این اولین قهرمانی فولاد در سوپر جام بود. دیگر حضور آنها در سوپرجام در سال ۱۳۸۴ بود که با باخت آنها مقابل تیم صبا همراه شد.
در نتیجه این تیم فراز و نشیب‌های زیادی تا به الان داشته که الان در سال ۱۴۰۳ با سرمربیگری یحیی گل محمدی در رتبه ۴ کار خود را در نیم فصل اول لیگ برتر به پایان رساند و در حال آماده شدن برای نیم فصل دوم است

### افتخارات تاریخ باشگاه فولاد
باشگاه فولاد ۲ قهرمانی در لیگ ایران(فصول ۸۴-۱۳۸۳ و ۹۳-۱۳۹۲)، ۱ قهرمانی در جام حذفی ایران(فصل ۰۰-۱۳۹۹) و ۱ قهرمانی در سوپرجام ایران(سال ۱۴۰۰) را در کارنامه دارد.
فولاد ششمین تیم پرافتخار تاریخ لیگ ایران و سیزدهمین تیم پرافتخار تاریخ جام حذفی فوتبال ایران است.
| لیگ‌های فوتبال ایران | ۲ | ۸۴–۱۳۸۳ ، ۹۳–۱۳۹۲ | ۰ |      |
| جام حذفی ایران      | ۱ | ۰۰–۱۳۹۹           | ۰ |      |
| سوپر جام ایران      | ۱ | ۱۴۰۰              | ۱ | ۱۳۸۴ |

## نماد، رنگ و لباس

لوگوی شرکت فولاد خوزستان که در ابتدا نماد باشگاه بود.

واضح است که نام و نماد باشگاه فولاد، از بنیان‌گذار آن یعنی شرکت فولاد خوزستان گرفته شده است. اما نماد شرکت فولاد خوستان، نمادی بامعنی است که با فرایند تولید فولاد ارتباط دارد.

### نماد شرکت
آلیاژ فولاد مانند تمام مواد از خود موج الکترومغناطیسی ساطع می‌کند. در دمای اتاق پرتوی ساطع شده از سطح آن در محدوده فروسرخ بوده و به رنگ سیاه دیده می‌شود. با افزایش دما، بسامد موج ساطع شده افزایش یافته و به محدوده نور مرئی وارد می‌شود؛ بنابراین رنگ فولاد با افزایش دما تغییر می‌کند.
در دمای کوره ذوب (C°۱۸۰۰) فولاد به رنگ زرد دیده می‌شود؛ اما پس از ریخته‌گری و کاهش دما، به رنگ نارنجی، قرمز، و نهایتاً سیاه درمی‌آید. رنگ‌های به‌کاررفته در نماد شرکت فولاد خوزستان نشان دهنده رنگ فولاد در دماهای متفاوت بوده و تداعی‌کننده روند سرد شدن فولاد است.

### نماد باشگاه
در ابتدای فعالیت باشگاه فولاد، نماد شرکت بر روی پیراهن تیم چاپ می‌شد اما بعد از مدتی باشگاه، صاحب لوگوی اختصاصی شد. در طول مدت فعالیت باشگاه نماد تیم بارها دستخوش تغییر شده اما طرح کلی آن حفظ شده است. در نگاه کلی در نیمه بالایی، نماد شرکت به‌طور کامل مشهود است و در نیمه پایین به ماهیت ورزشی باشگاه اشاره شده است. تنها تغییر مهمی که در طول زمان در نماد باشگاه اعمال شده است؛ نام نقش بسته بر آن است که در ابتدا FC Foolad بوده و هم‌اکنون FOOLAD FC می‌باشد. پس از قهرمانی فولاد در سال ۱۳۸۴ یک ستاره طلایی رنگ در بالای آرم باشگاه روی پیراهن تیم نقش بست؛ اما در برند ثبت شدهٔ باشگاه اعمال نگردید. بنابرین در لوگوی رسمی باشگاه ستاره‌ای وجود ندارد.
در زیر به تعدادی از نمادهای سابق باشگاه اشاره شده است.

لوگوی کنونی باشگاه
لوگو پیراهن باشگاه در سال ۱۳۸۴
از لوگوهای سابق باشگاه
از لوگوهای سابق باشگاه
لوگوی اولیه باشگاه

### لباس
| فصل       | تامین‌کننده لباس | آگهی پیراهن         |
| --------- | --------------- | ------------------- |
| ۱۳۸۰–۱۳۸۱ | دایی            | بدون آگهی           |
| ۱۳۸۱–۱۳۸۲ | دایی            | بدون آگهی           |
| ۱۳۸۲–۱۳۸۳ | دایی            | O'GENERAL           |
| ۱۳۸۳–۱۳۸۴ | دایی            | بدون آگهی           |
| ۱۳۸۴–۱۳۸۵ | دایی            | بدون آگهی           |
| ۱۳۸۵–۱۳۸۶ | دایی            | TEFAL               |
| ۱۳۸۶–۱۳۸۷ | دایی            | بدون آگهی           |
| ۱۳۸۷–۱۳۸۸ | مروژ            | دانشگاه جندی شاپور* |
| ۱۳۸۸–۱۳۸۹ | دایی            | بدون آگهی           |
| ۱۳۸۹–۱۳۹۰ | دایی            | بدون آگهی           |
| ۱۳۹۰–۱۳۹۱ | اول‌اشپورت       | بدون آگهی           |
| ۱۳۹۱–۱۳۹۲ | اول‌اشپورت       | بدون آگهی           |
| ۱۳۹۲–۱۳۹۳ | اول‌اشپورت       | KSC                 |
| ۱۳۹۳–۱۳۹۴ | اول‌اشپورت       | KSC                 |
| ۱۳۹۴–۱۳۹۵ | اول‌اشپورت       | KSC                 |
| ۱۳۹۵–۱۳۹۶ | اول‌اشپورت       | KSC                 |
| ۱۳۹۶–۱۳۹۷ | اول‌اشپورت       | KSC                 |
| ۱۳۹۷–۱۳۹۸ | اول‌اشپورت       | KSC                 |
| ۱۳۹۸–۱۳۹۹ | اول‌اشپورت       | KSC                 |
| ۱۳۹۹–۱۴۰۰ | مروژ            | تک ماکارون          |
| ۱۴۰۱–۱۴۰۰ | مروژ            | KSC                 |
| ۱۴۰۲–۱۴۰۱ | مروژ            | KSC                 |

رنگ‌های به کار رفته در لباس تیم، برگرفته از نماد باشگاه است. رنگ‌های اصلی لباس‌های تیم در ابتدا قرمز، زرد، سیاه و نارنجی بود اما امروزه در لباس‌های تیم رنگ نارنجی دیده نمی‌شود و سفید جایگزین آن گشته است.
در سال‌های آغازین لیگ برتر خلیج فارس، فولاد با لباس زرد - قرمز (لباس اول) و لباس سیاه با جزئیات زرد (لباس دوم) به میدان می‌رفت؛ با گذشت زمان استفاده از رنگ زرد کمتر شد به‌طوری‌که در سالهای اخیر از طرف جراید به تیم، لقب سرخپوشان اهوازی داده شد. امروزه فولاد با لباس قرمز با جزئیات زرد (لباس اول) و لباس سیاه با جزئیات قرمز (لباس دوم) در میدان‌ها حضور می‌یابد. همچنین لباس سوم این تیم، سفید و با جزئیات قرمز می‌باشد.
در جدول بالا تولیدکنندگان لباس و حامیان‌مالی سال‌های اخیر باشگاه را مشاهده می‌کنید.

(*) قرارداد هر یک از این حامیان‌مالی تنها برای یک یا چند بازی بوده و در بقیه بازی‌های فصل پیراهن تیم بدون آگهی بوده است.

## هماوردان

### استقلال اهواز
رویارویی تیم‌های فولاد و استقلال اهواز بدون شک مهم‌ترین رویداد ورزشی در خوزستان است. این رقابت اغلب در فضایی دوستانه بوده و با حواشی کمی برگزار گردیده است. از سال ۱۳۷۶ این دو تیم ۱۸ بار در قالب رقابت‌های جام آزادگان، لیگ برتر و جام حذفی به مصاف یکدیگر رفته‌اند و تا به حال فولاد عملکرد بهتری نسبت به حریف داشته است. رکورد بیشترین گل زده و بیشترین برد در شهرآورد اهواز در اختیار فولاد است. آخرین شهرآورد اهواز در هفته ۲۸ اُم پانزدهمین دوره لیگ برتر ایران (فصل ۹۴–۹۵) برگزار شد که با پیروزی ۳ بر ۲ فولاد مردان همراه بود.

### پرسپولیس
بازی تیم‌های فولاد و پرسپولیس همواره از بازی‌های جذاب لیگ برتر خلیج فارس است. اولین دیدار دو تیم در ۲ مهر ماه ۱۳۷۷ در تهران برگزار شد که با پیروزی پرسپولیس پایان یافت بازی دو تیم به واسطه قهرمانی‌ها و مدعی بودن در بیشتر ادوار لیگ برتر و بعد از بازی جنجالی دو تیم در لیگ سیزدهم حساسیت این دیدار برای هواداران دو تیم بیشتر شد و بارها بین هواداران دو تیم حواشی مختلفی رخ داده است. فولاد خوزستان و پرسپولیس تهران در دیدار پایانی سوپر جام فوتبال ایران (۱۴۰۰) به مصاف هم رفتند؛ این دیدار با پیروزی ۱ بر صفر فولاد خوزستان همراه شد که باعث قهرمانی فولاد در سوپر جام شد.

## هواداران

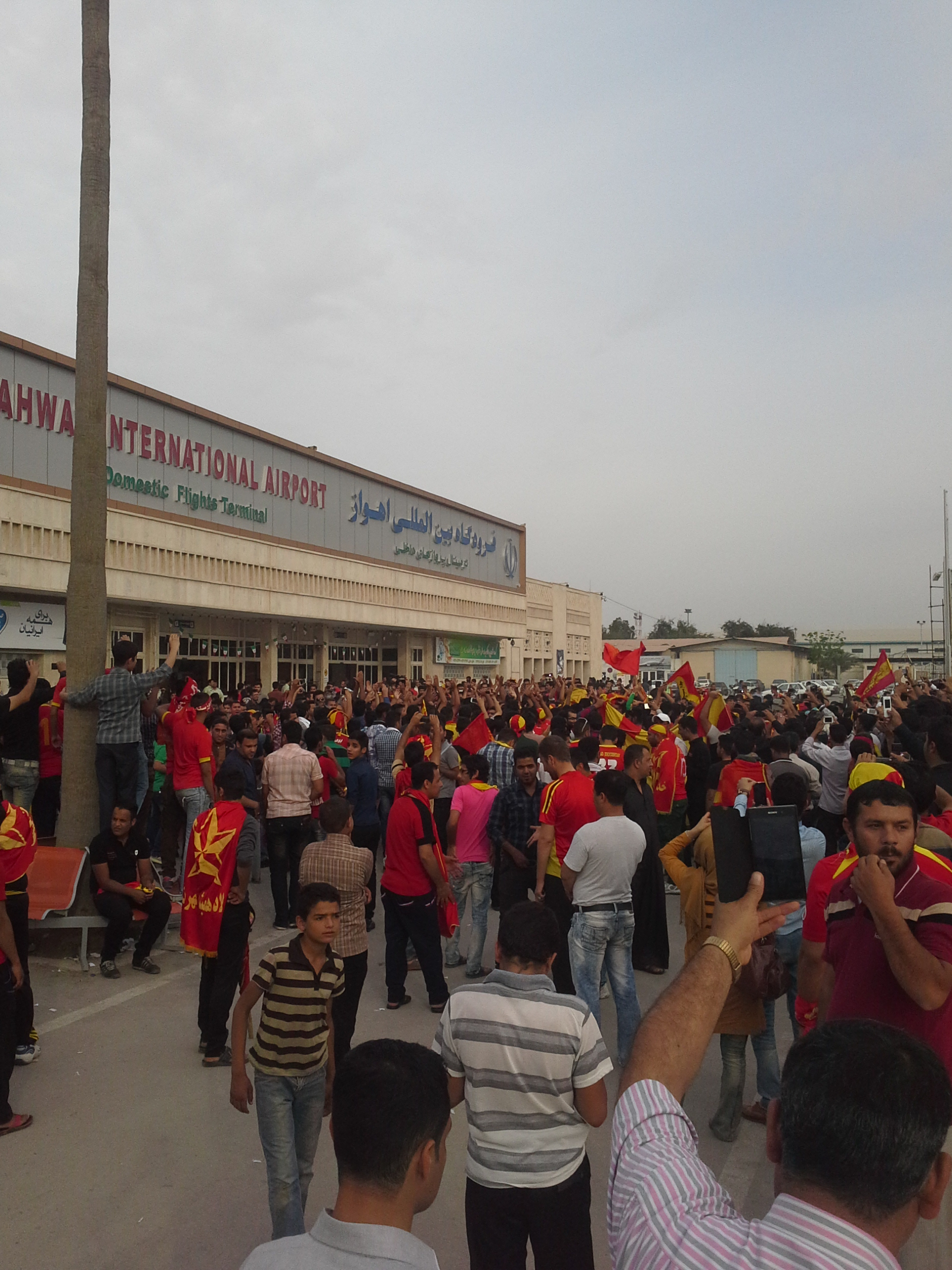
هواداران فولاد در فرودگاه بین‌المللی اهواز

در گذشته هواداران فوتبال در اهواز را می‌بایست به دو قسمت طرفداران فولاد و استقلال اهواز تقسیم کرد که تقریباً عوامل جغرافیایی در آن دخیل بود اما با سقوط تیم استقلال اهواز و نبود آن در سطح اول فوتبال کشور اکنون دیگر شهر اهواز یا حتی استان خوزستان را به‌طور کلی بایست در اختیار باشگاه فولاد بدانیم.
به‌طوریکه اکنون فولاد نه تنها پرطرفدارترین باشگاه استان خوزستان، بلکه پرطرفدارترین باشگاه جنوب ایران است، که حتی توانسته هواداران بسیاری را از استان‌های همجوار و جنوبی مانند بوشهر، هرمزگان، ایلام، فارس و … جذب کند. پرتماشاگرترین بازی خانگی فولاد، را می‌توان، بازی برگشت این تیم مقابل السد قطر در مرحله یک‌هشتم نهایی لیگ قهرمانان آسیا دانست؛ در این دیدار کل ظرفیت ۵۰ هزار نفری ورزشگاه غدیر اهواز پر شده بود و جمعیت کثیری از علاقمندان به این تیم در بیرون از ورزشگاه حضور داشتند.
اکنون که دیدارهای خانگی فولاد در ورزشگاه اختصاصی این تیم یعنی فولاد آرنا برگزار می‌شود، امکان حضور بیش از جمعیت ۳۰٬۶۵۵ نفر (ظرفیت ورزشگاه) وجود ندارد که البته اکثر دیدارهای مهم، هواداران این تیم ظرفیت این ورزشگاه را کاملاً پر می‌کنند.
در جدول زیر آمار حضور حامیان تیم فولاد در ورزشگاه را در دوره‌های مختلف لیگ برتر مشاهده می‌کنید.

توجه: در جدول زیر مجموع تماشاچیان تیم فولاد و تیم میهمان، تنها در بازی‌های خانگی نگاشته شده و بازی‌های خارج از خانه محاسبه نشده‌اند.
| فصل   | کل تماشاگران | میانگین هر بازی | توضیحات |
| ----- | ------------ | --------------- | --- |
| ۸۱–۸۲ | ۰۰۰'۹۷۸      | ۰۰۰'۳۵ (۰۰۰'۴۵) | به دلیل تخلف تماشاگران ۳ بازی بدون تماشاگر برگزار شد. میانگین تماشاگران هر بازی بدون احتساب این ۳ هفته ۴۵۰۰۰ نفر است.     |
| ۸۲–۸۳ | ۰۰۰'۵۰۰      | ۰۰۰'۳۰          | |
| ۸۳–۸۴ | ۰۰۰'۳۰۰۰     | ۰۰۰'۵۱          | پرتماشاگرترین فصل در تمام ادوار باشگاه                                                                                    |
| ۸۴–۸۵ | ۰۰۰'۴۰۰      | ۰۰۰'۲۸          | به دلیل تعمیر ورزشگاه تختی، بازی‌ها در آبادان برگزار شد.                                                                   |
| ۸۵–۸۶ | ۰۰۰'۶۰۰      | ۰۰۰'۳۳          | |
| ۸۶–۸۷ | ؟            | ؟               | در این فصل فولاد در لیگ دسته اول حضور داشت.                                                                               |
| ۸۷–۸۸ | ۰۰۰'۵۶۰      | ۰۰۰'۳۱          | |
| ۸۸–۸۹ | ۰۰۰'۴۰۰      | ۰۰۰'۲۷          | |
| ۸۹–۹۰ | ۰۰۰'۵۰۰      | ۰۰۰'۳۰          | |
| ۹۰–۹۱ | ۰۰۰'۷۵۰      | ۰۰۰'۳۹          | |
| ۹۱–۹۲ | ۰۰۰'۸۰۰      | ۰۰۰'۴۱          | |
| ۹۳–۹۲ | ۰۰۰'۲۷۸۰     | ۰۰۰'۴۹ (۰۰۰'۴۹) | به دلیل تخلف تماشاگران ۱ بازی بدون تماشاگر برگزار شد. میانگین تماشاگران هر بازی بدون احتساب این هفته ۴۹۰۰۰ نفر است.       |
| ۹۴–۹۳ | ۰۰۰'۴۰۰      | ۰۰۰'۲۵          | |
| ۹۵–۹۴ | ۰۰۰'۴۰۰      | (۰۰۰'۲۶)        | به دلیل تخلف تماشاگران ۲ بازی بدون تماشاگر برگزار شد. میانگین تماشاگران هر بازی بدون احتساب این دو هفته ۲۶۰۰۰ نفر است.    |
| ۹۶–۹۵ | ۰۰۰'۳۷۶      | ۰۰۰'۲۴          | |
| ۹۷–۹۶ | ۰۰۰'۲۴۵      | ۰۰۰'۱۰          | کم‌تماشاگرترین فصل در تمام ادوار حضور در لیگ برتر.                                                                         |
| ۹۸–۹۷ | ۰۰۰'۴۰۰      | ۰۰۰'۲۴          | |
| ۹۹–۹۸ | ۰۰۰'۳۰۰      | ۰۰۰'۱۶ (۰۰۰'۱۶) | به دلیل شیوع کووید-۱۹، ۷ مسابقه بدون تماشاگر برگزار شد. میانگین تماشاگران هر بازی بدون احتساب این هفت هفته ۱۶۰۰۰ نفر است. |
| ۰۰–۹۹ | -            | -               | به دلیل شیوع کووید-۱۹، کلیه مسابقات بدون تماشاگر انجام شد.                                                                |
| ۰۱–۰۰ | ۰۰۰'۲۹       | ۲۹۰۰۰ (۲۹۰۰۰)   | به دلیل شیوع کووید-۱۹، صرفاً یک مسابقه با حضور تماشاگران برگزار شد.                                                        |
| ۰۲–۰۱ | -            | -               | به‌دلایل امنیتی و ناآرامی در ایران اکثر بازی‌ها بدون حضور تماشاگران برگزار شد.                                              |

### شماره ۱۲
در سال ۱۳۸۹ بنا به در خواست محمد حسین ابن قاسم سرپرست تیم و با تصمیم‌گیری هیئت مدیره باشگاه قرار بر این شد که شماره ۱۲ به هواداران تیم یار دوازدهم (فوتبال) اختصاص یابد و به هیچ بازیکنی داده نشود.
بدین ترتیب فولاد تا دوران مدیریت سعید آذری بازیکن شماره ۱۲ نداشت و هواداران این تیم به عنوان یار دوازدهم فولاد خوزستان، صاحب این شماره بودند.
در دوران مدیرت سعید آذری و در نقل و انتقالات نیم فصل سال ۱۳۹۸ بعد از کشمکش‌های فراوان با اضافه شدن پاتوسی به جمع بازیکنان فولاد خوزستان، مدیریت باشگاه در اقدامی عجیب، شمارهٔ ۱۲ باشگاه را به ایشان داد که موجب اعتراض بسیاری از هواداران این باشگاه شد و این اقدام واکنش‌هایی را در بین هواداران و رسانه‌ها به همراه داشت. در پایان با برکناری سعید آذری و انتصاب حمید رضا گرشاسبی به عنوان مدیرعامل باشگاه فولادخوزستان در تابستان ۱۴۰۰، با آغاز بیست و یکمین دوره مسابقات لیگ برتر خلیج فارس و سی و نهمین دوره سطح اول لیگ فوتبال ایران (۰۱–۱۴۰۰)، مجدداً پیراهن شماره ۱۲ در اختیار هیچ‌کدام از بازیکنان باشگاه فولاد خوزستان قرار داده نشد و برای دومین بار به نام هواداران این تیم (یار دوازدهم) بایگانی شد.

## آمار و عملکرد
جدول زیر، آمار و عملکرد تیم فولاد از سال ۱۳۶۹ به بعد را نشان می‌دهد و آمار این تیم تا قبل از این تاریخ در دسترس ویکی‌پدیا نمی‌باشد.
| فصل     | لیگ           | رتبه | توضیحات                                      | جام حذفی    | آسیا        |
| ------- | ------------- | ---- | -------------------------------------------- | ----------- | ----------- |
| ۱۳۶۹–۷۰ | لیگ آزادگان   | 6ام  | اولین حضور در سطح اول ایران                  | عدم حضور    | عدم حضور    |
| ۱۳۷۰–۷۱ | لیگ آزادگان   | ۵ام  | بهترین خط دفاع                               | عدم حضور    | عدم حضور    |
| ۱۳۷۱–۷۲ | لیگ آزادگان   | 7ام  | بهترین خط دفاع                               | عدم حضور    | عدم حضور    |
| ۱۳۷۲–۷۳ | لیگ آزادگان   | 4ام  | بهترین خط حمله                               | عدم حضور    | عدم حضور    |
| ۱۳۷۳–۷۴ | لیگ آزادگان   | 5ام  |                                              | عدم حضور    | عدم حضور    |
| ۱۳۷۴–۷۵ | لیگ آزادگان   | 6ام  |                                              | عدم حضور    | عدم حضور    |
| ۱۳۷۵–۷۶ | لیگ آزادگان   | ۲ام  | صعود به لیگ آزادگان                          | عدم حضور    | عدم حضور    |
| ۱۳۷۶–۷۷ | لیگ آزادگان*  | 10ام |                                              | عدم حضور    | عدم حضور    |
| ۱۳۷۷–۷۸ | لیگ آزادگان*  | 7ام  | -                                            | عدم حضور    | عدم حضور    |
| ۱۳۷۸–۷۹ | لیگ آزادگان*  | 9ام  | -                                            | عدم حضور    | عدم حضور    |
| ۱۳۷۹–۸۰ | لیگ آزادگان*  | 8ا   | -                                            | ۱/۸ پایانی  | عدم حضور    |
| ۱۳۸۰–۸۱ | لیگ برتر      | ۳وم  | -                                            | ۱/۴ پایانی  | عدم حضور    |
| ۱۳۸۱–۸۲ | لیگ برتر      | ۷ام  | -                                            | ۱/۸ پایانی  | عدم حضور    |
| ۱۳۸۲–۸۳ | لیگ برتر      | ۳وم  | بهترین خط دفاع                               | ۱/۸ پایانی  | عدم حضور    |
| ۱۳۸۳–۸۴ | لیگ برتر      | ۱ام  | قهرمان                                       | ۱/۱۶ پایانی | عدم حضور    |
| ۱۳۸۴–۸۵ | لیگ برتر      | ۸ام  | شکست در سوپرجام                              | ۱/۱۶ پایانی | مرحله گروهی |
| ۱۳۸۵–۸۶ | لیگ برتر      | ۱۵ام | سقوط به دسته اول                             | ۱/۸ پایانی  | عدم حضور    |
| ۱۳۸۶–۸۷ | لیگ آزادگان** | ۱ام  | صعود به لیگ برتر                             | نیمه پایانی | عدم حضور    |
| ۱۳۸۷–۸۸ | لیگ برتر      | ۷ام  | -                                            | ۱/۴ پایانی  | عدم حضور    |
| ۱۳۸۸–۸۹ | لیگ برتر      | ۱۰ام | بدترین خط حمله                               | ۱/۱۶ پایانی | عدم حضور    |
| ۱۳۸۹–۹۰ | لیگ برتر      | ۶ام  | بهترین خط حمله، آقای گل                      | نیمه پایانی | عدم حضور    |
| ۱۳۹۰–۹۱ | لیگ برتر      | ۱۴ام | جوان‌ترین تیم                                 | ۱/۴ پایانی  | عدم حضور    |
| ۱۳۹۱–۹۲ | لیگ برتر      | ۴ام  | صعود به لیگ قهرمانان آسیا، ۱۹ هفته بدون باخت | ۱/۱۶ پایانی | عدم حضور    |
| ۱۳۹۲–۹۳ | لیگ برتر      | ۱ام  | قهرمان                                       | نیمه پایانی | ۱/۸ پایانی  |
| ۱۳۹۳–۹۴ | لیگ برتر      | ام ۴ | بهترین خط دفاع                               | ۱/۱۶ پایانی | مرحله گروهی |
| ۱۳۹۴–۹۵ | لیگ برتر      | ۱۲ام | -                                            | ۱/۸ پایانی  | عدم حضور    |
| ۱۳۹۵–۹۶ | لیگ برتر      | ام ۸ | -                                            | ۱/۸ پایانی  | عدم حضور    |
| ۱۳۹۶–۹۷ | لیگ برتر      | ام ۶ | -                                            | ۱/۱۶ پایانی | عدم حضور    |
| ۱۳۹۷–۹۸ | لیگ برتر      | ام ۷ | آقای گل                                      | ۱/۸ پایانی  | عدم حضور    |
| ۱۳۹۸–۹۹ | لیگ برتر      | ۳ام  | صعود به لیگ قهرمانان آسیا                    | ۱/۱۶ پایانی | عدم حضور    |
| ۱۳۹۹–۰۰ | لیگ برتر      | ام ۴ | صعود به لیگ قهرمانان آسیا، بدون شکست در خانه | قهرمان      | مرحله گروهی |
| ۱۴۰۰–۰۱ | لیگ برتر      | ۵ام  | قهرمان سوپر جام فوتبال ایران (۱۴۰۰)          | ۱/۸ پایانی  | ۱/۸ پایانی  |
| ۱۴۰۱–۰۲ | لیگ برتر      | ۷ام  |                                              | ۱/۸ پایانی  | نیمه نهایی  |
| ۱۴۰۲–۰۳ | لیگ برتر      | ۱۱ام |                                              | ۱/۱۶ پایانی | عدم حضور    |
| ۱۴۰۳-۰۴ | لیگ برتر      | ۴ام  |                                              | ۱/۸ پایانی  | عدم حضور    |

* لیگ آزادگان

** لیگ برتر

## رکوردهای درون باشگاهی
رکوردها تا تاریخ ۳۰ آذرماه ۱۴۰۳ می‌باشد؛
توجه: رکوردها با در نظر گرفتن کلیه مسابقات رسمی (جام آزادگان، جام خلیج فارس، سوپرجام، جام حذفی و لیگ قهرمانان آسیا) محاسبه شده‌اند.
بهترین گلزنان تاریخ باشگاه
شیمبا (۷۶ گل)
ساسان انصاری (۴۹ گل)
رضا نوروزی (۳۶ گل)

### رکوردهای فردی
- بیشترین بازی: ساسان انصاری (۴۱۴ بازی)
- بیشترین گل زده: لوسیانو پریرا مندز|شیمبا (۷۶ گل)[۵۱]
- بیشترین پاس گل: بختیار رحمانی (۴۲ پاس گل)
- بهترین گل زده در یک بازی: رضا نوروزی (۵ گل)[۵۲]
- بیشترین هت‌تریک: ساسان انصاری (۳ بار)
- بیشترین حفظ دروازه: ابراهیم میرزاپور (۴۶۱ دقیقه)

### بازیکنان خارجی
- بیشترین بازی: شیمبا (۲۰۱ بازی)
- بیشترین گل زده: شیمبا (۷۶ گل)
- بیشترین پاس گل: شیمبا (۲۷ پاس گل)
- بیشترین بازیکن از یک ملیت: برزیلی (۱۶ نفر)

### برد و باخت‌ها
- پرگل‌ترین بازی: سایپا البرز ۵–۵ فولاد (۹۰–۸۹)[۵۳]
- بهترین پیروزی داخل خانه: فولاد ۶–۰ پیکان تهران (۹۰–۸۹)[۵۴]
- بهترین پیروزی خارج خانه: شهرداری یزد ۰–۶ فولاد (۸۷–۸۶)[۵۵]
- بدترین شکست داخل خانه: فولاد ۰–۴ مس کرمان (۸۹–۸۸)[۵۶]
- بدترین شکست خارج خانه: پاس تهران 5_1 فولاد

### رکوردهای فصلی
- بیشترین گل زده در یک فصل لیگ: ۵۸ گل (۹۰–۸۹)[۵۷]
- کمترین گل زده در یک فصل لیگ: ۲۰ گل (۱۴۰۳–۱۴۰۲)[۵۸]
- بیشترین گل خورده در یک فصل لیگ: ۴۱ گل (۸۵–۸۴ و ۸۸–۸۷)[۵۹][۶۰]
- کمترین گل خورده در یک فصل لیگ: ۱۵ گل (۸۷–۸۶)[۶۱]

### بهترین گلزنان هر فصل
در جدول زیر تعداد گل‌های به ثمر رسیده در لیگ برتر، جام حذفی و لیگ قهرمانان آسیا محاسبه شده است.
*جدول زیر بهترین گلزنان فولاد از سال ۱۳۸۰ تاکنون را نشان می‌دهد و آمار گلزنان تا قبل از این سال در دسترس ویکی‌پدیا نمی‌باشد.
| فصل       | بهترین گلزن     | تعداد گل |
| --------- | --------------- | -------- |
| ۱۳۸۰–۱۳۸۱ | بهنام سراج      | ۹        |
| ۱۳۸۱–۱۳۸۲ | بهنام سراج      | ۸        |
| ۱۳۸۲–۱۳۸۳ | ایمان مبعلی     | ۸        |
| ۱۳۸۳–۱۳۸۴ | ایمان مبعلی     | ۱۲       |
| ۱۳۸۴–۱۳۸۵ | عماد رضا        | ۸        |
| ۱۳۸۵–۱۳۸۶ | امیر خلیفه‌اصل   | ۶        |
| ۱۳۸۶–۱۳۸۷ | محمد قاضی       | ۶        |
| ۱۳۸۷–۱۳۸۸ | سجاد فیض‌اللهی   | ۹        |
| ۱۳۸۸–۱۳۸۹ | غلامرضا رضایی   | ۷        |
| ۱۳۸۹–۱۳۹۰ | رضا نوروزی      | ۲۵       |
| ۱۳۹۰–۱۳۹۱ | رضا نوروزی      | ۱۱       |
| ۱۳۹۱–۱۳۹۲ | شیمبا           | ۱۳       |
| ۱۳۹۲–۱۳۹۳ | شیمبا           | ۱۵       |
| ۱۳۹۳–۱۳۹۴ | آلویس نانگ      | ۹        |
| ۱۳۹۴–۱۳۹۵ | ساسان انصاری    | ۱۰       |
| ۱۳۹۵–۱۳۹۶ | ساسان انصاری    | ۱۸       |
| ۱۳۹۶–۱۳۹۷ | رحیم زهیوی      | ۷        |
| ۱۳۹۷–۱۳۹۸ | شیمبا           | ۱۸       |
| ۱۳۹۸–۱۳۹۹ | شیمبا           | ۷        |
| ۱۳۹۹–۱۴۰۰ | شیمبا           | ۱۲       |
| ۱۴۰۰–۱۴۰۱ | شیمبا           | ۱۱       |
| ۱۴۰۱–۱۴۰۲ | ساسان انصاری    | ۴        |
| ۱۴۰۲–۱۴۰۳ | ساسان انصاری    | ۵        |
| ۰۴–۱۴۰۳   | محمدرضا سلیمانی | ۶        |

## افتخارات
| جام‌های رسمی باشگاه فولاد | جام‌های رسمی باشگاه فولاد | جام‌های رسمی باشگاه فولاد | جام‌های رسمی باشگاه فولاد | جام‌های رسمی باشگاه فولاد | جام‌های رسمی باشگاه فولاد | جام‌های رسمی باشگاه فولاد |
| نوع                      | نوع                      | رقابت‌ها                  | قهرمان                   | فصل‌های قهرمانی           | نایب قهرمان              | فصل‌های نایب قهرمانی      |
| داخلی                    | کشوری                    | لیگ برتر ایران           | 2                        | ۸۳–۸۴، ۹۳–۹۲             | _                        | _                        |
| داخلی                    | کشوری                    | جام حذفی                 | 2                        | ،۱۴۰۰–۱۳۹۹               | ۲                        | ۱۳۷۲٬۱۳۷۵                |
| داخلی                    | کشوری                    | سوپر جام                 | 1                        | ۱۴۰۰                     | ۱                        | ۱۳۸۴                     |
| مجموع                    | مجموع                    | مجموع                    | 5قهرمانی                 | 5قهرمانی                 | 3 نایب قهرمانی           | 3 نایب قهرمانی           |
| ------------------------ | ------------------------ | ------------------------ | ------------------------ | ------------------------ | ------------------------ | ------------------------ |

## بازیکنان

### بازیکنان کنونی
| شماره |       | پست       | بازیکن              |
| ----- | ----- | --------- | ------------------- |
| ۱     | ایران | دروازه‌بان | اتکیر یوسفوف        |
| ۲     | ایران | مدافع     | ابوالفضل رزاق‌پور    |
| ۳     | ایران | مهاجم     | ساسان انصاری        |
| ۵     | ایران | مدافع     | امین ساعدی          |
| ۶     | ایران | مدافع     | علی نعمتی           |
| ۸     | ایران | هافبک     | سینا اسدبیگی        |
| ۹     | ایران | مهاجم     | احسان محروقی        |
| ۱۰    | ایران | هافبک     | سینا مریدی          |
| ۱۱    | ایران | مهاجم     | محمدرضا سلیمانی     |
| ۱۴    | ایران | هافبک     | محمد عباسی          |
| ۱۷    | ایران | هافبک     | امیرمسعود سرآبادانی |

| شماره |          | پست       | بازیکن             |
| ----- | -------- | --------- | ------------------ |
| ۱۸    | ایران    | هافبک     | امیر معاوی         |
| ۱۹    | آرژانتین | مهاجم     | گوستاوو بلانکو     |
| ۲۱    | ایران    | هافبک     | سعید صادقی         |
| ۲۳    | ایران    | مدافع     | علیرضا امیرخانی    |
| ۲۴    | ایران    | مدافع     | محمد قریشی         |
| ۲۷    | ایران    | هافبک     | سهیل سرکاری        |
| ۲۹    | ایران    | مهاجم     | ارشیا باقری        |
| ۷۰    | ایران    | مهاجم     | ابوالفضل زاده عطار |
| ۷۷    | ایران    | هافبک     | محمدرضا کشاورزی    |
| ۸۱    | ایران    | دروازه‌بان | حامد لک            |
| ۸۴    | ایران    | دروازه‌بان | حسین کاظمی‌نیا      |

### بیشترین حضور
تا تاریخ ۲۸ مرداد ۱۴۰۴
| #  | نام               | ملیت  | پست       | بازی |
| -- | ----------------- | ----- | --------- | ---- |
| ۱  | ساسان انصاری      | ایران | مهاجم     | ۳۲۰  |
| ۲  | ایوب والی         | ایران | مدافع     | ۲۵۳  |
| ۳  | جلال کاملی‌مفرد    | ایران | مدافع     | ۲۳۲  |
| ۴  | لوسیانو پریرا     | برزیل | مهاجم     | ۲۲۷  |
| ۵  | بختیار رحمانی     | ایران | هافبک     | ۲۰۲  |
| ۶  | اسماعیل شریفات    | ایران | هافبک     | ۱۹۱  |
| ۷  | ابراهیم میرزاپور  | ایران | دروازه‌بان | ۱۷۶  |
| ۸  | مهرداد جماعتی     | ایران | مدافع     | ۱۷۵  |
| ۹  | عبدالله کرمی      | ایران | مدافع     | ۱۶۱  |
| ۱۰ | سیامک سرلک        | ایران | هافبک     | ۱۶۰  |
| ۱۱ | مجتبی نجاریان     | ایران | مدافع     | ۱۵۸  |
| ۱۲ | احمد عبدالله‌زاده  | ایران | هافبک     | ۱۵۵  |
| ۱۳ | موسی کولیبالی     | مالی  | مدافع     | ۱۵۲  |
| ۱۴ | سینا مریدی        | ایران | هافبک     | ۱۴۴  |
| ۱۵ | علی بداوی         | ایران | هافبک     | ۱۴۴  |
| ۱۶ | امید شریفی‌نسب     | ایران | هافبک     | ۱۳۷  |
| ۱۷ | محمد آبشک         | ایران | هافبک     | ۱۳۴  |
| ۱۸ | وحید حیدریه       | ایران | مدافع     | ۱۲۸  |
| ۱۹ | محمد علوی         | ایران | هافبک     | ۱۲۳  |
| ۲۰ | نعیم سعداوی       | ایران | مدافع     | ۱۲۲  |
| ۲۱ | امید خالدی        | ایران | مدافع     | ۱۱۸  |
| ۲۲ | حمید بوحمدان      | ایران | هافبک     | ۱۱۶  |
| ۲۳ | ایمان مبعلی       | ایران | هافبک     | ۱۱۰  |
| ۲۴ | میثم سلیمانی      | ایران | مدافع     | ۱۱۰  |
| ۲۵ | آرش افشین         | ایران | مهاجم     | ۱۰۹  |
| ۲۶ | نادر احمدی        | ایران | هافبک     | ۱۰۷  |
| ۲۷ | عارف آقاسی        | ایران | مدافع     | ۱۰۶  |
| ۲۸ | علیرضا سلیمی      | ایران | دروازه‌بان | ۱۰۵  |
| ۲۹ | عادل کلاه‌کج       | ایران | هافبک     | ۱۰۳  |
| ۳۰ | کریم شاهوردی      | ایران | هافبک     | ۱۰۳  |
| ۳۱ | سیاوش بختیاری‌زاده | ایران | هافبک     | ۱۰۲  |
| ۳۲ | سروش رفیعی        | ایران | هافبک     | ۱۰۱  |
| ۳۳ | حسین کعبی         | ایران | مدافع     | ۱۰۱  |
| ۳۴ | پژمان منتظری      | ایران | مدافع     | ۱۰۰  |

- بازیکنانی که بیش از ۲۰۰ بازی برای فولاد بازی کرده‌اند.
- بازیکنانی که بیش از ۱۰۰ بازی برای فولاد بازی کرده‌اند.

### برترین گلزنان
تا تاریخ ۱۱ اردیبهشت ۱۴۰۴
| #  | نام               | ملیت          | پست   | گل |
| -- | ----------------- | ------------- | ----- | -- |
| ۱  | لوسیانو پریرا     | برزیل         | مهاجم | ۷۶ |
| ۲  | ساسان انصاری      | ایران         | هافبک | ۵۰ |
| ۳  | رضا نوروزی        | ایران         | مهاجم | ۳۶ |
| ۴  | آرش افشین         | ایران         | مهاجم | ۳۲ |
| ۵  | بختیار رحمانی     | ایران         | هافبک | ۲۹ |
| ۶  | ایمان مبعلی       | ایران         | هافبک | ۲۸ |
| ۷  | امیر خلیفه اصل    | ایران         | مهاجم | ۲۷ |
| ۸  | اسماعیل شریفات    | ایران         | مهاجم | ۲۴ |
| ۹  | بهنام سراج        | ایران         | مهاجم | ۲۱ |
| ۱۰ | آیاندا پاتوسی     | آفریقای جنوبی | هافبک | ۱۸ |
| ۱۱ | موسی کولیبالی     | مالی          | مدافع | ۱۷ |
| ۱۲ | احمد مومن‌زاده     | ایران         | مهاجم | ۱۷ |
| ۱۳ | ایوب والی         | ایران         | مدافع | ۱۷ |
| ۱۴ | سیاوش بختیاری‌زاده | ایران         | هافبک | ۱۵ |
| ۱۵ | عادل حردانی       | ایران         | مهاجم | ۱۵ |
| ۱۶ | حسن بیت‌سعید       | ایران         | مهاجم | ۱۴ |
| ۱۷ | سجاد فیض‌الهی      | ایران         | هافبک | ۱۳ |
| ۱۸ | نادر احمدی        | ایران         | هافبک | ۱۳ |
| ۱۹ | سروش رفیعی        | ایران         | هافبک | ۱۲ |
| ۲۰ | احمد آل‌نعمه       | ایران         | مدافع | ۱۲ |
| ۲۱ | سیامک سرلک        | ایران         | هافبک | ۱۲ |
| ۲۲ | لفته حمیدی        | ایران         | مهاجم | ۱۱ |
| ۲۳ | غلامرضا رضایی     | ایران         | مهاجم | ۱۰ |
| ۲۴ | عادل کلاه‌کج       | ایران         | هافبک | ۱۰ |
| ۲۵ | محمد قاضی         | ایران         | مهاجم | ۱۰ |
| ۲۶ | علی بداوی         | ایران         | هافبک | ۱۰ |
| ۲۷ | حجت چهارمحالی     | ایران         | هافبک | ۱۰ |

- بازیکنانی که بیش از ۵۰ گل برای فولاد به ثمر رسانده‌اند.
- بازیکنانی که بیش از ۱۰ گل برای فولاد به ثمر رسانده‌اند.

### بازیکنان برجسته
| - یحیی گل‌محمدی - نعیم سعداوی - بهنام سراج - سهراب بختیاری‌زاده - ابراهیم میرزاپور - پژمان جمشیدی - رضا نوروزی - ایمان مبعلی - احمد آل نعمه - بختیار رحمانی - آرش افشین - ایوب والی - سروش رفیعی - طالب ریکانی - فابیو جانواریو - علی بختیاری زاده - موسی کولیبالی - آرماندو سا | - حسین کعبی - جلال کاملی‌مفرد - محمد علوی - عادل کلاه‌کج - پژمان منتظری - کاوه رضایی - اشکان دژآگه - محمدرضا خلعتبری - اسماعیل شریفات - ساسان انصاری - مهرداد جماعتی - عبدالله کرمی - احمد مؤمن‌زاده - حسین ابراهیمی - لوسیانو پریرا مندز - روبرتو تورس - آیاندا پاتوسی - عماد رضا |

### فهرست بازیکنان خارجی
این بازیکنان بیرون از ایران به دنیا آمده‌اند و هرگز برای تیم ملی فوتبال ایران بازی نکرده‌اند.
به روز رسانی: ۲ مرداد ۱۴۰۳
| #  | نام                | کشور             | پست       | دوران بازی                   | بازی | گل |
| -- | ------------------ | ---------------- | --------- | ---------------------------- | ---- | -- |
| ۱  | رشاد صادقوف        | جمهوری آذربایجان | مدافع     | ۱۳۸۱–۱۳۸۲                    | ۲۰   | ۰  |
| ۲  | محمود قربانوف      | جمهوری آذربایجان | هافبک     | ۱۳۸۱–۱۳۸۲                    | ۲۰   | ۴  |
| ۳  | دنی اولروم         | نیجریه           | مهاجم     | ۱۳۸۴–۱۳۸۵                    | ۱۱   | ۰  |
| ۴  | عماد رضا           | عراق             | مهاجم     | ۱۳۸۴–۱۳۸۵                    | ۱۴   | ۸  |
| ۵  | فابیو همپل         | برزیل            | مهاجم     | ۱۳۸۵–۱۳۸۶                    | ۹    | ۳  |
| ۶  | فابیو جانواریو     | برزیل            | هافبک     | ۱۳۸۵–۱۳۸۶                    | ۳۵   | ۱۱ |
| ۷  | اوباجی ساندی       | نیجریه           | هافبک     | ۱۳۸۵–۱۳۸۶                    | ۱۵   | ۰  |
| ۸  | پیتر ورا           | اروگوئه          | هافبک     | ۱۳۸۵                         | ۱۱   | ۰  |
| ۹  | ژائو پائولو سیلوا  | پرتغال           | دروازه‌بان | ۱۳۸۶                         | ؟    | ۰  |
| ۱۰ | آرماندو سا         | موزامبیک         | مدافع     | ۱۳۸۶–۱۳۸۷                    | ۱۶   | ۰  |
| ۱۱ | ساندرو گوچو        | برزیل            | هافبک     | ۱۳۸۶–۱۳۸۸                    | ۳۰   | ۳  |
| ۱۲ | لوسیانو والنته     | برزیل            | مهاجم     | ۱۳۸۶–۱۳۸۷                    | ۲۲   | ۴  |
| ۱۳ | کارلوس فرناندز     | آنگولا           | دروازه‌بان | ۱۳۸۶–۱۳۸۸                    | ۳۱   | ۰  |
| ۱۴ | جولیانو لورنتینو   | برزیل            | مدافع     | ۱۳۸۷                         | ۲    | ۰  |
| ۱۵ | ملادن بارتولویچ    | بوسنی و هرزگوین  | هافبک     | ۱۳۸۸–۱۳۸۹                    | ۲۷   | ۱  |
| ۱۶ | جابا مجیری         | گرجستان          | مدافع     | ۱۳۸۸–۱۳۹۱                    | ۵۸   | ۱  |
| ۱۷ | سیلاس خوزه فیتوسا  | برزیل            | هافبک     | ۱۳۸۸–۱۳۸۹                    | ؟    | ؟  |
| ۱۸ | کریستیان یلادیان   | اروگوئه          | هافبک     | ۱۳۸۸–۱۳۸۹                    | ۴    | ۰  |
| ۱۹ | عبدالوهاب ابوالهیل | عراق             | هافبک     | ۱۳۸۸–۱۳۸۹                    | ۷    | ۰  |
| ۲۰ | باکاری دیاکیت      | مالی · آلمان     | مهاجم     | ۱۳۸۹–۱۳۹۰                    | ۱۸   | ۵  |
| ۲۱ | آندره رینالدو      | برزیل            | هافبک     | ۱۳۸۹–۱۳۹۱                    | ۳۸   | ۳  |
| ۲۲ | سامال سعید         | عراق             | مدافع     | ۱۳۹۰–۱۳۹۱                    | ۲۱   | ۱  |
| ۲۳ | کلودیو یونسکو      | رومانی           | هافبک     | ۱۳۹۱                         | ۵    | ۰  |
| ۲۴ | لئاندرو پادوانی    | برزیل            | مدافع     | ۱۳۹۱–۱۳۹۲                    | ۲۳   | ۲  |
| ۲۵ | شیمبا              | برزیل            | مهاجم     | ۱۳۹۱–۱۳۹۳۱۳۹۷–۱۴۰۱۱۴۰۲–اکنون | ۱۹۶  | ۷۶ |
| ۲۶ | جونینو             | برزیل            | هافبک     | ۱۳۹۱                         | ۶    | ۱  |
| ۲۷ | سرجیو رافائل       | برزیل            | مدافع     | ۱۳۹۲                         | ۹    | ۰  |
| ۲۸ | لئاندرو چاوز       | برزیل            | هافبک     | ۱۳۹۲–۱۳۹۳                    | ۲۰   | ۱  |
| ۲۹ | آلویس نانگ         | کامرون           | مهاجم     | ۱۳۹۳–۱۳۹۴                    | ۲۰   | ۹  |
| ۳۰ | ماتیاس چاگو        | کامرون           | هافبک     | ۱۳۹۳–۱۳۹۶                    | ۷۶   | ۴  |
| ۳۱ | لئونارد مساریچ     | کرواسی           | مدافع     | ۱۳۹۳–۱۳۹۵                    | ۵۲   | ۱  |
| ۳۲ | دورگ کوئه‌ماها      | کامرون           | مهاجم     | ۱۳۹۴–۱۳۹۵                    | ۱۳   | ۰  |
| ۳۳ | ارنست انفور        | کامرون           | مهاجم     | ۱۳۹۵–۱۳۹۶                    | ۳    | ۰  |
| ۳۴ | نگچی               | برزیل            | مدافع     | ۱۳۹۷                         | ۴    | ۱  |
| ۳۵ | تارتا              | برزیل            | هافبک     | ۱۳۹۷                         | ۱۰   | ۰  |
| ۳۶ | رافائل مسی         | کامرون           | مهاجم     | ۱۳۹۷–۱۳۹۸                    | ۱۲   | ۱  |
| ۳۷ | تاکافومی آکاهشی    | ژاپن             | هافبک     | ۱۳۹۸                         | ۴    | ۱  |
| ۳۸ | زیه دیاباته        | ساحل عاج         | مدافع     | ۱۳۹۷                         | ۰    | ۰  |
| ۳۹ | انس بنی یاسین      | اردن             | مدافع     | ۱۳۹۸                         | ۲    | ۰  |
| ۴۰ | موسی کولیبالی      | مالی             | مدافع     | ۱۳۹۸–اکنون                   | ۱۱۳  | ۱۲ |
| ۴۱ | آیاندا پاتوسی      | آفریقای جنوبی    | هافبک     | ۱۳۹۸–۱۴۰۱                    | ۸۲   | ۱۸ |
| ۴۲ | ایبای گومز         | اسپانیا          | هافبک     | ۱۴۰۱                         | ۴    | ۰  |
| ۴۳ | کریستوفر کنت       | اتریش            | دروازه‌بان | ۱۴۰۱–۱۴۰۳                    | ۵۴   | ۰  |
| ۴۴ | روبرتو تورس        | اسپانیا          | هافبک     | ۱۴۰۱–۱۴۰۲                    | ۱۵   | ۲  |
| ۴۵ | یوکیا سوگیتا       | ژاپن             | هافبک     | ۱۴۰۱–۱۴۰۲                    | ۱    | ۰  |
| ۴۶ | الکس الگریا        | اسپانیا          | مهاجم     | ۱۴۰۱–۱۴۰۲                    | ۸    | ۱  |
| ۴۷ | جفرسون باهیا       | برزیل            | مدافع     | ۱۴۰۲–۱۴۰۳                    | ۲۵   | ۰  |
| ۴۸ | گادوین منشأ        | نیجریه           | مهاجم     | ۱۴۰۲–۱۴۰۳                    | ۱۳   | ۱  |
| ۴۹ | لوکاس کاندیدو      | برزیل            | هافبک     | ۱۴۰۲–۱۴۰۳                    | ۲۵   | ۱  |
| ۵۰ | ابراهیم حصار       | سوریه · آرژانتین | هافبک     | ۱۴۰۲–۱۴۰۳                    | ۱۰   | ۱  |

- بازیکنانی که نامشان پررنگ نوشته شده است، سابقهٔ ملی در تیم ملی کشورشان را دارند.
- تعداد بازی‌ها و گل‌های ثبت شده، مربوط به تمام بازی‌های انجام شده برای فولاد است.

## مربیان باشگاه

### کادر فنی
کادر فنی باشگاه فولاد تا تاریخ ۲۸ تیر ۱۴۰۳ به توضیح زیر است:
| سمت              | ملیت  | نام              |
| ---------------- | ----- | ---------------- |
| سرمربی           | ایران | یحیی گل‌محمدی     |
| مربی             | ایران | حمید مطهری       |
| دستیار           | ایران | احمد آل نعمه     |
| دستیار           | ایران | رضا نوروزی       |
| دستیار           | ایران | مصطفی صداقت      |
| آنالیزور         | ایران | محمد عسگری       |
| مربی دروازه‌بان‌ها | برزیل | ولسلی ننکا       |
| مربی بدنساز      | ایران | مظاهر رحیم‌پور    |
| سرپرست           | ایران | اسماعیل حاجی‌زاده |
| مدیر رسانه       | ایران | محسن قبایی       |
| رئیس هیئت مدیره  | ایران | حبیب‌الله رضایی   |
| رئیس هیئت مدیره  | 🇮🇷    | حسین فرکی        |

### مربیان پیشین
| نام                   | ملیت    | سال       | توضیحات                       |
| --------------------- | ------- | --------- | ----------------------------- |
| همایون شاهرخی         | ایران   | ۱۳۷۶–۱۳۷۵ | اولین راهیابی به لیگ آزادگان  |
| لفته سه‌برادران        | ایران   | ۱۳۷۷–۱۳۷۶ |                               |
| مجید باقری‌نیا         | ایران   | ۱۳۷۸–۱۳۷۷ |                               |
| وینگو بگویچ           | کرواسی  | ۱۳۸۲–۱۳۷۸ | اولین مربی خارجی              |
| لوکا بوناچیچ          | کرواسی  | ۱۳۸۳–۱۳۸۲ |                               |
| ملادن فرانچیچ         | کرواسی  | ۱۳۸۵–۱۳۸۳ | اولین قهرمانی درسطح اول ایران |
| نناد نیکولیچ          | کرواسی  | ۱۳۸۵      | موقت                          |
| محمد مایلی‌کهن         | ایران   | ۱۳۸۶–۱۳۸۵ |                               |
| عبدالله ویسی          | ایران   | ۱۳۸۶      | موقت                          |
| نناد نیکولیچ          | کرواسی  | ۱۳۸۶      | موقت                          |
| آگوستو ایناسیو        | پرتغال  | ۱۳۸۷–۱۳۸۶ | اولین مربی خارجیغیر کروات     |
| گیلرمو فارینا         | پرتغال  | ۱۳۸۷      | موقت                          |
| مجید جلالی            | ایران   | ۱۳۸۸–۱۳۸۷ |                               |
| لوکا بوناچیچ          | کرواسی  | ۱۳۸۸      |                               |
| مجید جلالی            | ایران   | ۱۳۹۱–۱۳۸۸ |                               |
| حسین فرکی             | ایران   | ۱۳۹۳–۱۳۹۱ | دومین قهرمانی                 |
| دراگان اسکوچیچ        | کرواسی  | ۱۳۹۵–۱۳۹۳ |                               |
| نعیم سعداوی           | ایران   | ۱۳۹۶–۱۳۹۵ |                               |
| سیروس پورموسوی        | ایران   | ۱۳۹۷–۱۳۹۶ |                               |
| ایلی استن             | رومانی  | ۱۳۹۷      | موقت                          |
| عزیز فریسات           | ایران   | ۱۳۹۷      | موقت                          |
| افشین قطبی            | ایران   | ۱۳۹۸–۱۳۹۷ |                               |
| جواد نکونام           | ایران   | ۱۴۰۰–۱۳۹۸ | قهرمانی در جام حذفی           |
| عبدالله ویسی          | ایران   | ۱۴۰۰      |                               |
| جواد نکونام           | ایران   | ۱۴۰۰–۱۴۰۱ | قهرمانی در سوپرجام            |
| حمیدرضا رجبی          | ایران   | ۱۴۰۱      | موقت                          |
| علیرضا منصوریان       | ایران   | ۱۴۰۱–۱۴۰۲ |                               |
| خوان ایگناسیو مارتینز | اسپانیا | ۱۴۰۲      |                               |
| احمد آل نعمه          | ایران   | ۱۴۰۲      |                               |
| عبدالله ویسی          | ایران   | ۱۴۰۲–۱۴۰۳ |                               |
| یحیی گل‌محمدی          | ایران   | ۱۴۰۳–     |                               |

## ورزشگاه خانگی

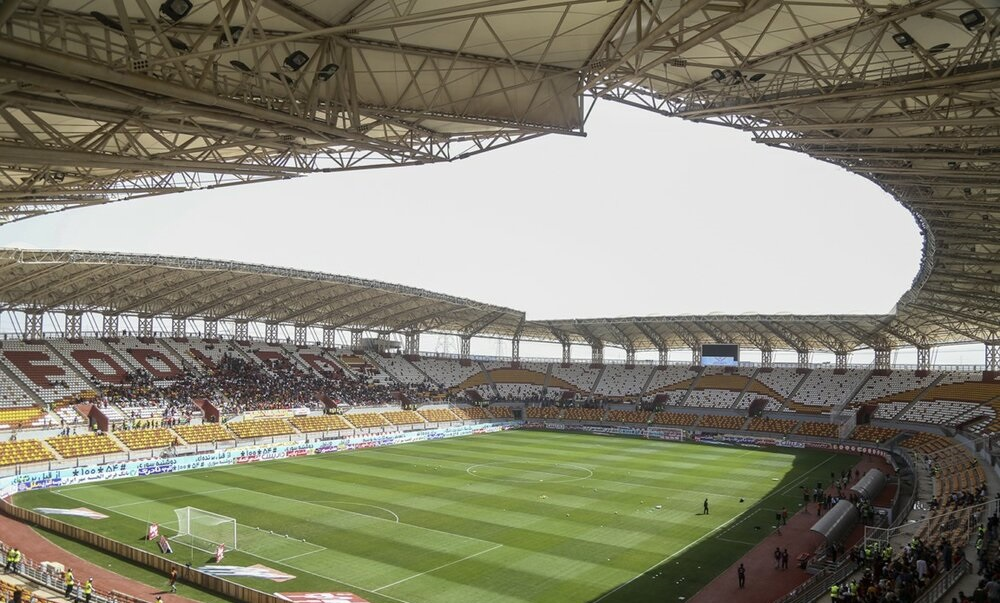
ورزشگاه فولاد آرنا

ورزشگاه شهدای فولاد یا فولاد آرنا ورزشگاه اختصاصی باشگاه فولاد خوزستان است. این ورزشگاه در ۲۲ آبان ۱۳۹۷ با حضور اسحاق جهانگیری، معاون اول رئیس‌جمهور و مسعود سلطانی‌فر، وزیر ورزش و جوانان به‌طور رسمی افتتاح شد.
این ورزشگاه مدرنترین ورزشگاه حال حاضر ایران است. در ورزشگاه فولاد آرنا، پیست تارتان وجود ندارد و تماشاگران به بازیکنان نزدیک هستند و روند کاملاً حرفه‌ای جایگاه‌سازی تماشاگران فوتبال اروپا مورد تبعیت قرار گرفته است. نورافکن‌های ورزشگاه روی لبه‌های سقف کار گذاشته شده است و برخلاف دیگر ورزشگاه‌های کشور این ورزشگاه بدون دکل برای پرتو افکن‌هایش است. کامل‌ترین سازه سقفی در این ورزشگاه وجود دارد تا در اکثر لحظات روز، کمترین مجاورت با آفتاب وجود داشته باشد. همچنین نور پروژکتورها معادل ۲۸۰۰ لوکس است که بهترین در ایران است.
در یک نظرسنجی در یک وبسایت خارجی که ۳۵ هزار نفر در آن شرکت کردند، ۲۷ ورزشگاه ساخته شده زیبا در سال ۲۰۱۸ میلادی انتخاب شدند که این ورزشگاه هم جزو آنان بود. ورزشگاه‌هایی از ترکیه، روسیه و عراق هم در این لیست بودند.
این مجموعه بزرگ فرهنگی ورزشی که در شمال شرقی اهواز و در محل اختصاصی باشگاه فولاد خوزستان قرار گرفته، در زمینی به مساحت ۲۲ هکتار و با هزینه‌ای بالغ بر ۱۵۰ میلیارد تومان (بدون احتساب پارکینگ اختصاصی و جاده‌های دسترسی، استخر، زمین‌های تمرین و سالن تکنیک) بنا شده است.
از مشخصات و امکانات ورزشگاه فولاد خوزستان می‌توان به دارا بودن سه زمین چمن طبیعی علاوه بر زمین اصلی ورزشگاه با ابعاد استاندارد برای تمرین، نور کافی جهت بهره‌برداری در شب، تدارک نور زمین اصلی به میزان ۲۴۰۰ لوکس نور، سرپوشیده بودن در سطح تماشاگران، استخر سرپوشیده به مساحت ۳۰۰۰ متر مربع جهت کمک به ریکاوری ورزشکاران پس از مسابقه، سالن سرپوشیده به مساحت ۳۹۰۰ مترمربع در مجموعه ورزشی جهت تمرین تکنیک‌های فوتبالی در هوای گرم خوزستان، سالن اجتماعات به ظرفیت ۱۸۰ نفر، سالن‌های رختکن مجزا و مجهز به دوش، سرویس‌های بهداشتی، جکوزی، سونای خشک و بخار، ویژهٔ تیم‌های سوم، چهارم، میهمانان و میزبانان، بهداری به مساحت۴۰۰ مترمربع با امکانات کافی، بخش رادیولوژی با امکانات لازم، جایگاه ویژه مخصوص میهمانان و شخصیت‌ها با امکانات مناسب، رستوران به مساحت ۷۵۰ مترمربع، جایگاه ویژه خبرنگاران در مهم‌ترین نقطه ورزشگاه برای تهیه گزارش از مسابقات و… اشاره نمود. البته مهم‌ترین ویژگی این ورزشگاه که آن را نسبت به سایر ورزشگاه‌های کشور متمایز نموده، حذف پیست پیست دو و میدانی در کنار زمین است که این موضوع باعث می‌شود هواداران با فاصله کمی مسابقات فوتبال را تماشا نمایند.
این ویژگی سبب شده مهندسان نورافکن‌های ورزشگاه را روی لبه‌های سقف ورزشگاه نصب نمایند؛ همچنین در ساخت چمن این ورزشگاه از فناوری پیشرفته‌ای استفاده شده و جزو مرغوب‌ترین چمن‌های دنیا و کیفیتی برابر با بهترین ورزشگاه‌های استاندارد دنیا را دارد؛ اتاق‌های متعددی برای داوران، تیم‌ها و مسئولان تعبیه شده به نحوی که بیش از دو تیم همزمان می‌توانند از امکانات ورزشگاه استفاده نمایند؛ سکوهای ورزشگاه فولاد هر یک با قوس مخصوص به خود ساخته شده و با کدگذاری در جای مشخص شده، نصب گردیده‌اند که این امر در ورزشگاه‌های دنیا کمتر به چشم می‌خورد.

## آکادمی فوتبال
آکادمی فوتبال باشگاه فولاد خوزستان بهترین آکادمی ایران در سال ۱۳۷۹ با هدف کشف و پرورش جوانان مستعد خوزستانی تأسیس شد. هم‌اکنون آکادمی فولاد بیش از ۴۰۰ بازیکن و ۳۴ مربی را در رده‌های مختلف پایه دارا می‌باشد. از محصولات این آکادمی می‌توان به بازیکنان چون جلال کاملی مفرد، ناجی بداوی، سید محمد علوی، ایمان مبعلی، اسماعیل شریفات، آرش افشین، کاوه رضایی و امین حزباوی اشاره کرد. باشگاه فولاد از معدود باشگاه‌های فوتبال ایران است که در تمامی رده‌های پایه حضور جدی دارد. توجه به رده‌های پایه و بازیکنانی که آینده فوتبال استان و کشور را رقم می‌زنند همواره از اهداف و سیاست‌های کلان باشگاه فولاد بوده و عنوان‌های زیادی که در طی سال‌های اخیر به دست آمده و بازیکنان فراوانی که به تیم‌های ملی مختلف کشور تحویل داده شده گواه این موضوع است.
عزیزالله محمدی در برنامه وقت اضافه تلویزیون ایران اعلام کرد باشگاه فولاد تنها باشگاه ایرانی است که بیش از ۳۰ درصد بودجه سالانه خود را به آکادمی فوتبال اختصاص داده است و از این جهت برترین باشگاه ایران است.
باشگاه فولاد در رده‌های امید، جوانان، نوجوانان و نونهالان صاحب تیم فوتبال می‌باشد که همگی این تیم‌ها در لیگ برتر کشوری حضور دارند و از مدعیان به‌شمار می‌آیند. همچنین باشگاه در رده‌های زیر ۱۱ سال و زیر ۱۲ سال دارای مدرسه فوتبال است.
در فصل ۹۰_۱۳۸۹ نونهالان فولاد قهرمان کشور شدند، نوجوانان فولاد عنوان نایب قهرمانی را از آن خود کردند و تیم‌های امید و جوانان فولاد خوزستان نیز به مقام سومی مسابقات لیگ برتر کشور دست یافتند. بر این اساس، باشگاه فولاد خوزستان تنها باشگاهی در کشور بود که در هر چهار رده سنی روی سکو رفت.
آکادمی فولاد در سه فصل اخیر از لحاظ تحویل بازیکن به تیم‌های ملی نیز در رده اول باشگاه‌های ایران قرار دارد.

## رنگ ها و نشان ها
نام های معروف: 
باشگاه فوتبال فولاد خوزستان، که با نام فولاد اهواز نیز شناخته می‌شود، از دو بخش اصلی تشکیل شده است: نام و نشان. نام باشگاه برگرفته از شرکت فولاد خوزستان است که مالک آن نیز می‌باشد. نماد باشگاه نیز با فرآیند تولید فولاد مرتبط است و از این رو، طرحی مرتبط با این صنعت را در خود دارد.  
لباس تیم فوتبال فولاد خوزستان در ابتدا از رنگ‌های قرمز، زرد، سیاه و نارنجی تشکیل شده بود. امروزه رنگ نارنجی در لباس تیم دیده نمی‌شود و رنگ سفید جایگزین آن شده است. در حال حاضر، فولاد با لباس اول قرمز با جزئیات زرد و لباس دوم سیاه با جزئیات قرمز در مسابقات حاضر می‌شود. همچنین، لباس سوم این تیم سفید با جزئیات قرمز است. 
رنگ‌های اصلی لباس فولاد خوزستان:
لباس اول قرمز با جزئیات: زرد
لباس دوم با جزئیات: قرمز
لباس سوم با جزئیات: سیاه
لوگوی باشگاه: لوگوی فولاد خوزستان یک سپر است که در داخل آن سپر کوچکتر دیگری قرار دارد. بخش پایینی سپر بزرگتر سفید است و در بخش‌های زرد و نارنجی لوگو، حنایی دیده می‌شود که ممکن است منظور از آن امواج آلیاژ باشد.
نکاتی درباره رنگ‌ها و لوگو: در ابتدا، رنگ نارنجی در لباس تیم وجود داشت اما به تدریج از لباس‌های تیم حذف شد.
در لوگوی اولیه، بخش پایینی سپر آبی رنگ بود که بعدها به خاکستری تغییر یافت. 
در گذشته، یک ستاره بالای سپر قرار گرفت اما بعد از مدتی فراموش شد.  

## کیت و اسپانسر ها
کیت و اسپانسر تیم فوتبال فولاد خوزستان برای فصل‌های مختلف متفاوت بوده است. به طور کلی، لباس‌های اصلی این تیم معمولاً به رنگ قرمز با نوارهای زرد و مشکی هستند. همچنین، گاهی اوقات از لباس‌های دوم با زمینه سفید و جزئیات قرمز، زرد و مشکی و لباس‌های سوم با زمینه مشکی و نوارهای رنگی استفاده می‌شود. در مورد اسپانسرها نیز، این موضوع متغیر است و معمولاً با توجه به قراردادهای باشگاه با شرکت‌ها یا سازمان‌های مختلف، نام اسپانسرها روی لباس‌ها درج می‌شود. برای مثال، در فصل ۱۴۰۰-۱۳۹۹، لباس‌های فولاد توسط مجید تامین می‌شدند و لوگوی این شرکت روی لباس‌ها قرار داشت.
لباس اصلی: زمینه قرمز با نوارهای زرد و مشکی. 
لباس دوم: زمینه سفید با جزئیات قرمز، زرد و مشکی. 
تولید کننده: در برخی فصول توسط شرکت "مجید" تامین شده است. 
اسپانسر ها:
مروژ ۱۳۹۱-۱۳۹۵
پوشاک ورزشی پیک ۱۳۹۵-۱۳۹۹
مجید ، مروژ ۱۳۹۹-

## فولاد نوین خوزستان
با خرید امتیاز باشگاه دسته دومی دیهیم اهواز از سوی شرکت فولاد خوزستان در سال ۱۳۸۷ تیم فولاد نوین خوزستان با هدف حمایت از تیم بزرگسالان تشکیل شد.